# Renansart
Renansart ist eine französische Gemeinde mit 149 Einwohnern (Stand: 1. Januar 2022) im Département Aisne in der Region Hauts-de-France. Sie gehört zum Arrondissement Saint-Quentin, zum Kanton Ribemont und zum Gemeindeverband Val de l’Oise.

## Geografie
Die Gemeinde Renansart liegt 18 Kilometer südöstlich von Saint-Quentin. Nachbargemeinden von Renansart sind, Surfontaine im Nordosten und Osten, Nouvion-et-Catillon im Südosten, Nouvion-le-Comte im Süden, Anguilcourt-le-Sart im Südwesten, Brissay-Choigny und Brissy-Hamégicourt im Westen sowie Séry-lès-Mézières im Nordwesten.

## Bevölkerungsentwicklung
| Jahr                       | 1962 | 1968 | 1975 | 1982 | 1990 | 1999 | 2007 | 2015 | 2022 |
| Einwohner                  | 213  | 192  | 191  | 192  | 175  | 176  | 172  | 174  | 149  |
| Quellen: Cassini und INSEE |      |      |      |      |      |      |      |      |      |

## Sehenswürdigkeiten

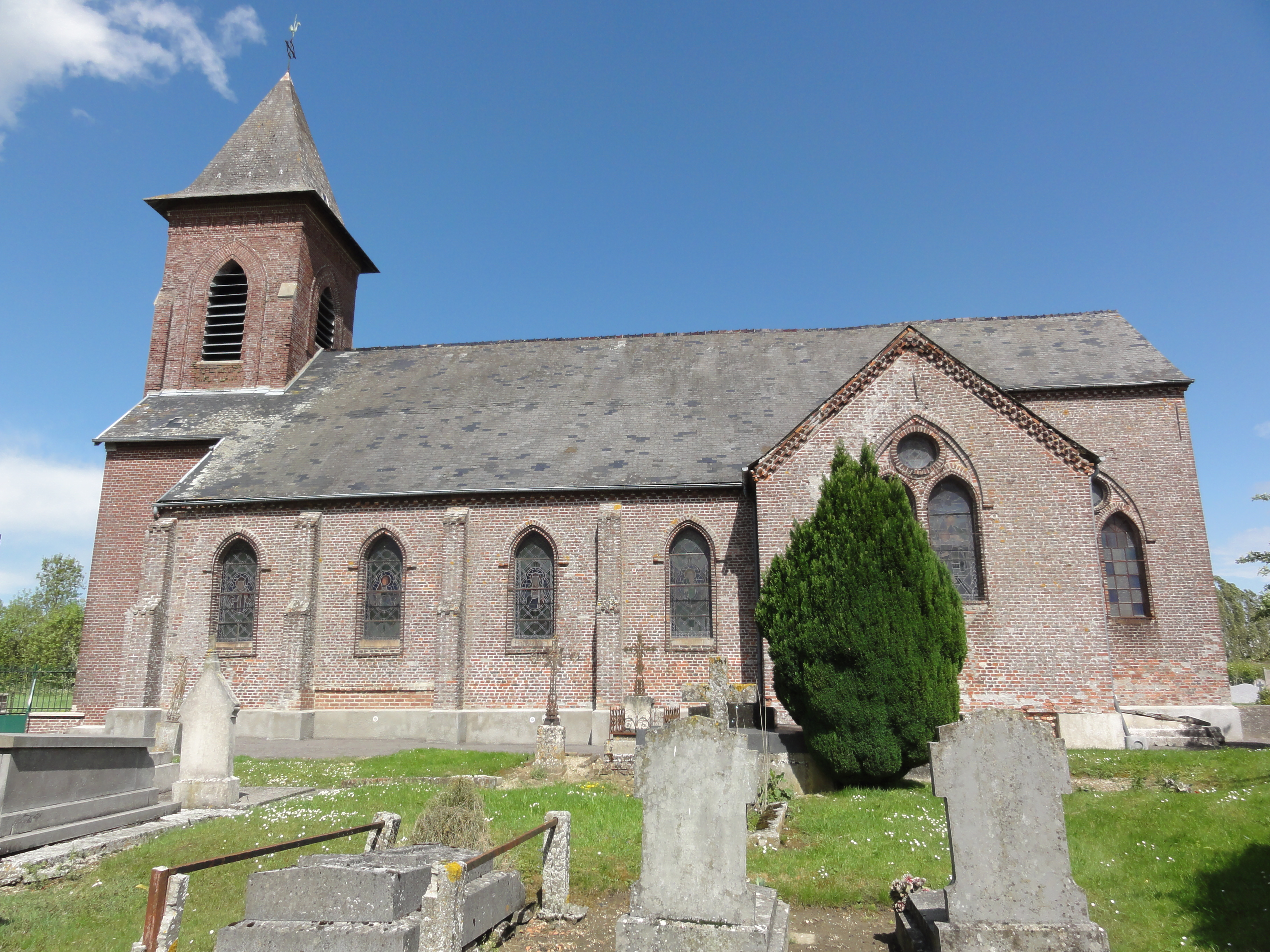
Kirche Saint-Martin
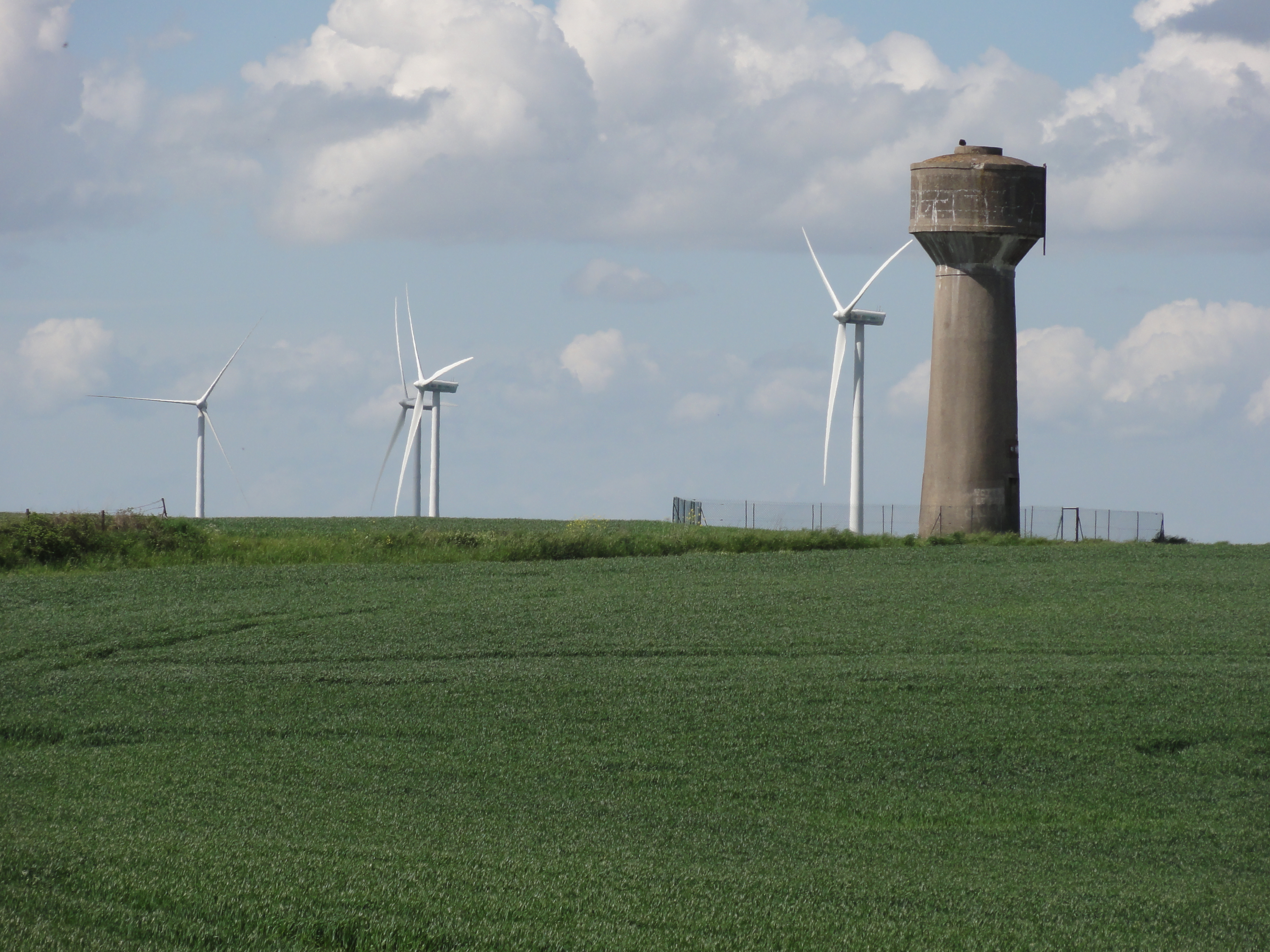
Wasserturm
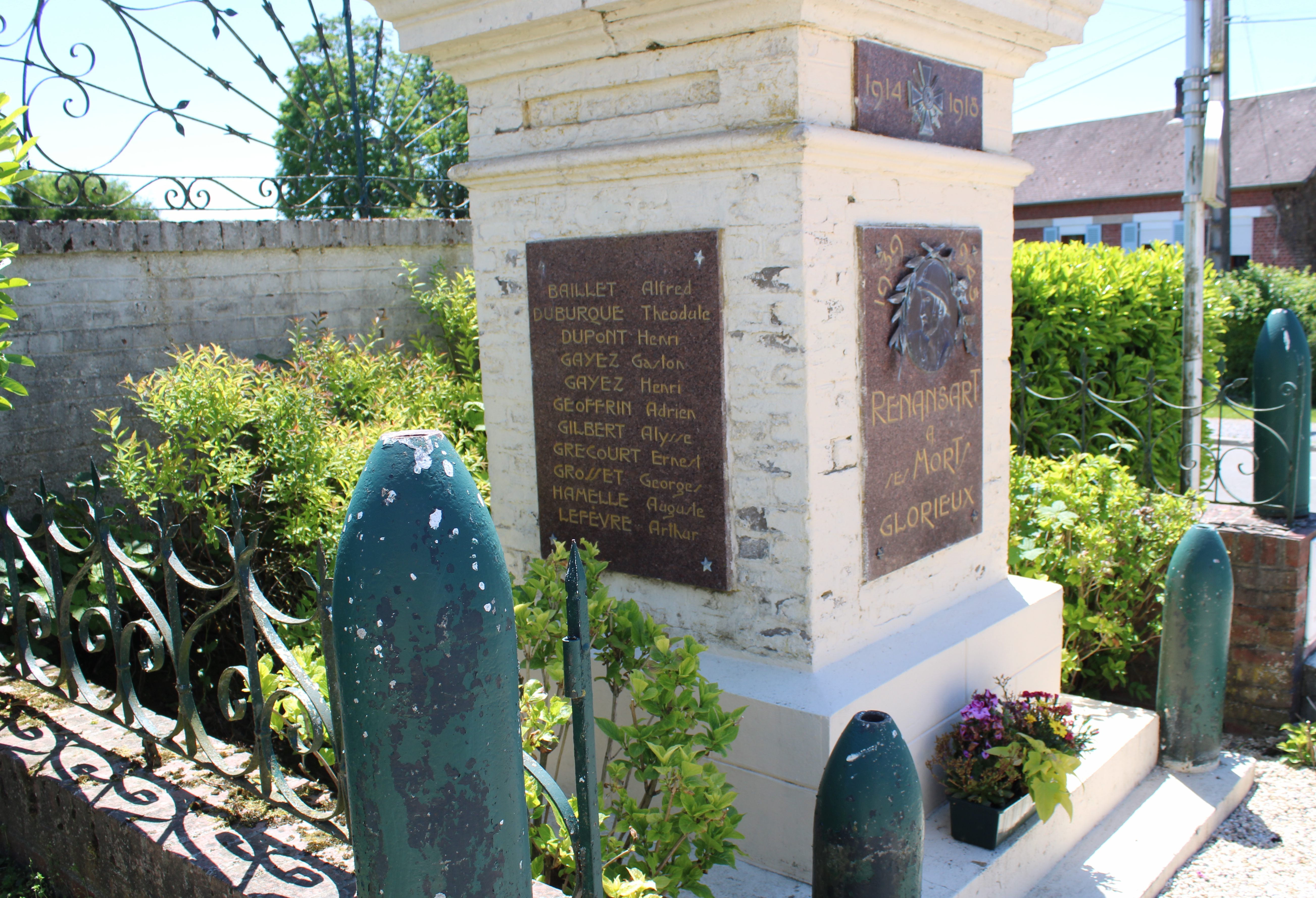
Gefallenendenkmal

- Kirche Saint-Martin
- Wasserturm
- Gefallenendenkmal

## Persönlichkeiten
- Hubert Mathis (* 1950), Radrennfahrer